# مون جی این
مون جی اون (کره‌ای: 문지은؛ زادهٔ ۱ مارس ۱۹۸۶) که بیشتر با نام هنری مون جی این (کره‌ای: 문지인) شناخته می‌شود، بازیگر اهل کره جنوبی است. او بیشتر به خاطر ایفای نقش در مجموعه تلویزیونی پزشکان شناخته می‌شود.

## زندگی شخصی
در ۲۹ ژانویه ۲۰۲۴، آژانس مون تأیید کرد که او و کمدین کیم کی ری در ماه مه ازدواج خواهند کرد. این زوج در ۱۷ مه ۲۰۲۴ در سئول ازدواج کردند.